# End of the Beginning
End of the Beginning – drugi singel Black Sabbath promujący ich album 13. Przedpremierowo piosenka została wykonana podczas finału 13. sezonu "CSI: Kryminalne zagadki Las Vegas". Jednak radiowa premiera singla odbyła się 1 czerwca 2013 r. na antenie chilijskiego radia Futuro 88.9 FM.

## Notowania

### Media polskie
| Lista                              | Pozycja |
| ---------------------------------- | ------- |
| Lista Przebojów Programu Trzeciego | 9       |